# خورخي ميريه
خورخي ميريه بيريز (بالإسبانية: Jorge Meré Pérez)‏ (مواليد 17 أبريل 1997 - أوفييدو ، إسبانيا) لاعب كرة قدم إسباني ، يلعب حاليًا لنادي سبورتينغ خيخون الإسباني في مركز قلب الدفاع.

## الألقاب والإنجازات

### إسبانيا تحت 19
- بطولة أوروبا تحت 19 سنة لكرة القدم: 2015

## روابط خارجية
- خورخي ميريه على موقع الاتحاد الأوربي (الإنجليزية)
- خورخي ميريه على موقع قاعدة بيانات كرة القدم.إي يو (الإنجليزية)
- خورخي ميريه على موقع بيانات كرة القدم. دي إي (الألمانية)
- خورخي ميريه على موقع Soccerbase.com (لاعب) (الإنجليزية)
- خورخي ميريه على موقع Soccerway.com (الإنجليزية)
- خورخي ميريه على موقع عالم كرة القدم.نت (الإنجليزية)
- خورخي ميريه على موقع AS.com (الإسبانية)